# 桂林市第五中学
桂林市第五中学，简称桂林五中，位于中华人民共和国广西壮族自治区桂林市叠彩区，校园占地约80亩，坐落在桂林北部。

## 概括
桂林五中是一所普通全日制中学，目前拥有初中部与高中部，但初中部从2008年开始停止招生，逐渐过渡为一所独立高中。

## 师资
桂林五中拥有雄厚的师资力量，目前拥有
- 特级教师：1人
- 桂林市学科带头人：3人
- 高级教师：50人
- 一级教师：55人
- “21世纪园丁工程”A、B、C类培养对象：14人
- 桂林市教学能手：17人
- 桂林市课改专家组成员：3人
- 学科竞赛优秀辅导员：37人